# 青柳堤村
青柳 堤村（あおやぎ ていそん、生没年不詳）とは、明治時代の浮世絵師。

## 来歴
師系・経歴不明。青柳氏、通称は謙治。堤村と号す。鐘淵紡績会社の社員かといわれる。作に明治28年（1895年）版行の横間判10枚揃錦絵「鐘淵紡績株式会社錦絵」が残る。これは鐘淵紡績会社が業務の拡張を記念し出版した木版画で、絵の枠外に「東京府向嶋隅田村千三百四十七番地　画作兼出版人　青柳堤村」、また「青柳謙治」とある。